# Megachile bucephala
Megachile bucephala is een vliesvleugelig insect uit de familie Megachilidae. De wetenschappelijke naam van de soort is voor het eerst geldig gepubliceerd in 1793 door Fabricius.

## Synoniemen
Synoniemen zijn o.a.:
- Megachile semifulva Friese
- Megachile planatipes Cockerell